# Grève de Louiseville
La grève de Louiseville en 1952 est, avec celle de l'amiante en 1949 et celle de Murdochville en 1957, l'une des trois grandes grandes grèves de l'après-guerre restées célèbres dans la mémoire collective des Québécois. Comme les deux autres, elle montre le parti pris du gouvernement Duplessis envers les employeurs, ainsi que ses méthodes visant à contrer les moyens de pression des grévistes qui font alors valoir leurs revendications.
Au début des années 1950, l'usine de textile de Louiseville emploie un peu plus de 800 tisserands. Leur employeur est l'Associated Textile Company, une filiale américaine. En février 1952, la compagnie et ses employés, affiliés à la Confédération des travailleurs catholiques du Canada, sont en négociations depuis onze mois au sujet de la nouvelle convention collective. Les employés, qui travaillaient à 67 cents l'heure, demandent une augmentation de 20 cents alors que l'employeur en offre une de 8½ cents. Le syndicat s'apprête malgré tout à accepter l'offre monétaire lorsque la partie patronale annonce qu'elle refusera de signer le nouveau contrat de travail tant que 4 clauses de l'ancienne convention collective ne seront pas abandonnées, soient celles de l'atelier syndical et de la sécurité syndicale ainsi que celles limitant à l'employeur le droit de changer les heures et les charges de travail selon les besoins de la production. Le 16 février, les négociations sont rompues. Les ouvriers votent alors la grève par un vote de 810 voix contre 16. Déclenchée le 10 mars, elle est, selon la loi, tout ce qu'il y a de plus légale.
Comme les deux partis sont décidés à rester sur leurs positions, la durée de la grève va s'étendre en longueur. De son côté, le gouvernement Duplessis, semble d'abord prendre parti pour les grévistes. Antonio Barrette, ministre du Travail, reproche même à l'Associated Textile d'être revenue sur des offres qu'elle avait acceptées auparavant. 
À l'été, la grève dure toujours et le Québec se retrouve en campagne électorale. En juillet, Maurice Duplessis rencontre les ouvriers, sympathise avec eux et leur demande de lui donner leur vote lors des élections. Sa position va cependant commencer à changer après sa perte.

## Premières altercations
En juillet, l'Associated Textile commence à embaucher des briseurs de grève et le travail reprend à l'usine. Sur les lignes de piquetage, la tension monte d'un cran. Les grévistes tentent d'empêcher les scabs d'entrer à l'usine, ce qui ne fait pas l'affaire de la compagnie qui demande l'aide de la police. Le 21 juillet, celle-ci disperse les grévistes qui voulaient de nouveau empêcher les briseurs de grève de passer. 
De leur côté, les grévistes ont réussi à s'attirer la sympathie de l'opinion publique. En août, le conseil municipal de Louiseville vote même une motion pour les appuyer. Le clergé demande également à la compagnie de mettre de l'eau dans son vin.
De son côté, Maurice Duplessis semble avoir changé d'idée depuis les élections. Lors d'une interview, il déclare considérer les grévistes comme une source d'anarchie et la grève comme une atteinte aux droits des employeurs à faire marcher leurs entreprises comme ils l'entendent.

## L'Acte d'émeute
Le 4 octobre, une nouvelle manifestation de grévistes tourne de nouveau à la violence. Le vice-président du syndicat, Victor-Alfred Héroux, est arrêté et accusé de conspiration pour avoir fomenté la grève et tenter de l'avoir prolongée de manière illégale. Pendant quelques semaines, les grévistes ne reparaissent pas à la porte de l'usine.
Le piquetage reprend le 8 décembre. Les grévistes tentent à nouveau d'empêcher par la force les 450 briseurs de grève d'entrer dans l'usine. La police s'en mêle et aide ces derniers à y entrer. Une bousculade s'ensuit, un gréviste est arrêté. Excédés, les manifestants se retirent mais, la nuit suivante, un autobus est dynamité derrière un hôtel de Louiseville.
Le lendemain, 9 décembre, Jean Marchand, vice-président de la CTCC, et René Gosselin, président de la Fédération du Textile, rendent visite aux grévistes. René Gosselin déclare que le combat se fait contre une puissante compagnie américaine, même si ce sont des Canadiens francophones qui font marcher l'usine. De son côté, Jean Marchand fait allusion au fait que la grève était légale avant les élections et qu'ensuite, tout à coup, elle est devenue illégale. Ils annoncent l'organisation d'une grande parade de protestation pour le jeudi 11 décembre. En attendant, ils demandent d'éviter toute action illégale.
Il semble que la Police provinciale ait voulu empêcher la manifestation d'avoir lieu. Certains syndicalistes de l'époque ont émis l'hypothèse que les policiers aient engagé des agents provocateurs. Quoi qu'il en soit, le 11 décembre, dès le début de la parade de protestation, des manifestants commencent à tirer des cailloux et des balles de neige sur la police. Celle-ci, qui a augmenté ses effectifs à 60 policiers, lit l'Acte d'émeute interdisant toute manifestation publique. Puis elle lance des bombes lacrymogènes sur les manifestants et les charge à coups de matraques. Les 300 personnes qui manifestaient sont rapidement dispersées. Plusieurs grévistes, gazés et matraqués, sont arrêtés. 
Les policiers décident alors d'investir le local du syndicat où la bagarre éclate. Des coups de feu sont tirés, une personne est blessée gravement. Au cours de la journée, 5 personnes ont été blessées et 30 arrêtées.
L'Acte d'émeute est levé le dimanche 14 décembre. Le même jour, le curé de Louiseville parle d'injustice sociale dans son sermon et demande au gouvernement d'intervenir.

## Fin de la grève
La CTCC commence à envisager sérieusement une grève générale de tous ses membres à travers le Québec afin d'appuyer les travailleurs de Louiseville. Une affirmation de Maurice Duplessis va la faire changer d'idée. Le 14 janvier 1953, il déclare que Tim Buck, membre dirigeant du Parti communiste canadien, s'est infiltré dans la direction de la grève et incite la CTCC à la grève générale. Il accuse ouvertement le syndicat d'être manipulé par les communistes dans l'affaire de Louiseville.
Les accusations sont ridicules mais les dirigeants de la CTCC craignent l'impact qu'elles peuvent avoir sur la population. Ils disent déplorer "l'esprit de vengeance du gouvernement qui a laissé dans l'ombre les agissements de l'Associated Textile", mais décident de laisser tomber l'idée de grève générale, qui aurait pu être interprétée comme une "grève politique". 
Le 10 février 1953, les employés de l'Associated Textile décident de retourner au travail. Leur salaire  est augmenté de 12 cents l'heure mais il s'agit de leur seul gain. L'atelier syndical est refusé. La compagnie garde le pouvoir de modifier les heures et les charges de travail comme elle l'entend. De plus, plusieurs des 800 employés ne sont pas réembauchés. 
La CTCC considère cette affaire comme une grève perdue.